# ديك رومي كاليفورني
الديك الرومي الكاليفورني (الاسم العلمي: Meleagris californica)، نوع منقرض من الديك الرومي من العصر الحديث الأقرب والعصر الهولوسيني المُبكر. انقرض منذ حوالي 10,000 سنة.